# 印度カリー子
印度 カリー子（いんど カリーこ、1996年11月9日 - ）は、日本のスパイス料理研究家、タレント。株式会社香林館代表取締役。「印度カリー子のスパイスショップ」代表。JAPAN MENSA会員。

## 経歴
母の実家のある東京都で生まれ、6歳のときに家族で宮城県に移住し仙台市で育つ。
仙台市立中山小学校、宮城教育大学附属中学校、宮城県仙台第二高等学校を経て、早稲田大学先進理工学部に入学。大学進学を機に上京し、大学では物理学を専攻していたが、大学1年の春にインドカレー好きな姉のためにスパイスカレーを作ったのをきっかけに、スパイスの魅力にはまる。大学2年のときから「印度カリー子」と名乗りブログでレシピの投稿を開始し、並行してスパイスセットの企画を進め、大学3年のときにネット販売したところ300個が完売した。
2017年10月22日放送のテレビ東京『車あるんですけど…?』でテレビに初出演。2018年11月14日放送の『沼にハマってきいてみた』に出演。
2019年、東京大学の大学院に進学する。2019年10月、スパイスショップの運営を行う株式会社香林館を設立し、代表取締役に就任する。本来は大学院修了後に設立するつもりだったが、スパイスセットが製造元の「はらから福祉会」のある宮城県柴田町のふるさと納税の返礼品に選ばれたことや、社会的責任の観点から在学中の法人立ち上げとなった。2020年7月には「謎のスパイス東大院生！印度カリー子」として『ヒルナンデス』にテレビ出演する。
2021年3月に東京大学大学院農学生命科学研究科修士課程を修了する。5月、コレールブランズの「VISIONS」公式アンバサダーに就任する。2022年1月よりNHK総合（東北地方）にてテレビ番組『印度カリー子の"みち"との遭遇』を担当する。2022年8月、ハウス食品より「印度カリー子監修スパイスカレーベース」が発売される。2023年9月、東北大学が川渡（かわたび）フィールドセンターの農畜産物を活用した商品を開発、印度カリー子がレトルトの「川渡カレー」を監修した。
2024年1月22日の「カレーの日」に、高校時代の旧友と入籍し結婚したことを発表した。2024年4月22日には芸能事務所「ツインプラネット」に所属したことが発表された。12月3日、第11期みやぎ絆大使に選出されたことが発表された（任期は3年間）。

## 受賞
- 第7回 料理レシピ本大賞 in Japan コミック賞（『私でもスパイスカレー作れました!』こいしゆうか 印度カリー子/サンクチュアリ出版により）[28]
- 2021年10月、フォーブス30アンダー30（日本版）の一人に選ばれる[29][30]。
- 2022年7月、JCI JAPAN TOYP2022の日本青年会議所会頭特別賞を受賞[31][32]。

## 著書
- 『おもくない!ふとらない!スパイスとカレー入門』 スタンダーズ・プレス、2019年3月、ISBN 978-4866363608
- 『ひとりぶんのスパイスカレー』 山と溪谷社、2019年6月、ISBN 978-4635450348
- 『スパイスのまほう : ちょい足しレシピで、いつもの料理が変わる! : 6つのスパイス活用術』 AZZAMI クリエイティブディレクション、秀和システム、2019年7月、ISBN 978-4798059358
- 『おいしくやせる!簡単スパイスカレー』 青春出版社、2020年2月、ISBN 978-4413113175
- 『フライパンひとつでスパイスカレー』 ぴあ、2020年3月、ISBN 978-4835639628
- 『心とからだを元気にするお助けスパイスカレー』 家の光協会、2020年6月、ISBN 978-4259566579
- 『印度カリー子のスパイスカレー教室 : もっと美味しく、もっとディープに4つのスパイステクニックで作る本格カレー』 誠文堂新光社、2020年7月、ISBN 978-4416620328
- 『一肉一菜スパイス弁当 = SPICE BENTO : 毎日食べたいおかずと、冷めてもおいしいカレー』 世界文化社、2021年2月、ISBN 978-4418203215
- 『ひとりぶんのレンチンスパイスカレー』 山と溪谷社、2021年7月、ISBN 978-4635450492
- 『満足感ハンパない やせるスパイスごはん』 KADOKAWA、2021年9月、ISBN 978-4048969796
- 『印度カリー子のスパイススープ めぐる、ととのう、きれいになる』 世界文化社、2021年11月、ISBN 978-4418213214
- 『ひとりぶんのスパイスお菓子』 山と溪谷社、2022年5月、ISBN 978-4635450614
- 『圧力鍋で作る印度カリー子のスパイスカレー教室 : 素材のうま味をぎゅっと凝縮　スパイスの香り引き立つ絶品カレー』 誠文堂新光社、2022年6月、ISBN 978-4416522790
- 『レンチンですぐ作れる やせるスパイスごはん』 KADOKAWA、2022年9月、ISBN 978-4048974325
- 『スパイスカレー沼にハマってみない？ 毎日作り続けて気づいたもっとおいしくなるコツ』 家の光協会、2023年8月、ISBN 978-425956769-9
- 『もう余らせない! おのこりスパイス5種でリピ決定おかず』 主婦と生活社、2024年6月、ISBN 978-4391162240

## 監修書
- 『私でもスパイスカレー作れました!』 こいしゆうか 漫画、印度カリー子 先生、サンクチュアリ出版〈sanctuary books〉、2019年6月、ISBN 978-4801400665
- 『Foodcouture : 世界で最も美しいおもてなしレシピ』 町田智也 著、印度カリー子 スパイス監修、秀和システム、2019年11月、ISBN 978-4798060620
- 『スパイスカレーの教科書 』 印度カリー子 監修、宝島社〈TJ MOOK〉、2021年7月、ISBN 978-4299018090
- 『ピリピリとビリビリ』 西倉新久 漫画、印度カリー子 スパイス監修、文藝春秋、2022年4月、ISBN 978-4160901186

## メディア出演

### テレビ
- 沼にハマってきいてみた（NHK Eテレ、2018年11月14日）[33]
- ヒルナンデス（日本テレビ系）[34]
- 印度カリー子の"みち"との遭遇（NHK総合・東北地方、2022年1月8日 - ）[21]
- 行列のできる相談所（日本テレビ系）[35]
- あさイチ（NHK総合、2025年1月7日）[36]

ほか多数。

### ラジオ
- 山崎怜奈の誰かに話したかったこと。（TOKYO FM、2024年8月6日）[37]

ほか

## コラボレーション
- 印度カリー子監修スパイスカレーベース（ハウス食品、2022年8月発売）[38]
- タクコミックス（ハウス食品、2022年8月発売）[39]
- 印度カリー子さん at SHIROIYA（白井屋ホテル、2022年9月2日 - 9月30日）[40]
- スパイスカレーいなり、シナモン大福（伊勢屋、2023年8月）[41]
- 川渡カレー（東北大学、2023年9月発売）
- 印度カリー子のプレミアムチキンカレー ほか（CROSS B PLUS、2024年4月）[42][43]
- カレーは飲み物 カレーフェス（ベガルタ仙台、2024年5月26日）[44]
- カレーの缶詰 丸ごといわし（木の屋石巻水産、2024年8月発売）
- ナチュラルローソン「カレーとわたし」フェア（ローソン、2025年1月7日 - 1月27日）[45]
- 牛たんスパイスカレー（利久、2025年1月22日発売）[46]